# Betonnia
Betonnia — це вимерлий рід цимолестидових ссавців, який існував у Нью-Мексико в ранньому палеоцені (середній і пізній пуерканський вік). Його скам'янілості були знайдені в формації Насім'єнто, басейн Сан-Хуан, Нью-Мексико. Його вперше назвали Томас Е. Вільямсон, Енн Вейл і Барбара Стандхардт у 2011 році, а типовим видом є Betonnia tsosia